# James Ewing
James Ewing (25. prosinca 1866. — 16. svibnja 1943.) je bio američki patolog, koji je poznat po tome što je prvi opisa oblik zloćudne novotvorine kosti koji je kasnije po njemu nazavan Ewingov sarkom.

## Rad
Ewing je tijekom svog života bavio se istraživanjem brojnih područja znanosti, najviše hematologijom i onkologijiom. Ewing je sa svojim suradnicima 1906.g. dokazao da se tumor (limfosarkom kod pasa) može prenijeti s jedne na drugu životinju. Godine 1920. opisao je novu vrstu tumora osteoma koji je kasnije po njemu nazvan. Ewing je bio jedan od prvih zagovaratelja radioterapije tumora. 